# 텐 (영화)
텐(Dah, Ten)은 이란에서 제작된 압바스 키아로스타미 감독의 2002년 드라마 영화이다. 마린 카미츠 등이 제작에 참여하였다.
2002년 5월 20일 2002년 칸 영화제에서 초연되었으며 여기서 황금종려상 후보에 올랐다. 영화 평론가들로부터는 긍정적인 평가를 받았다.